# Linia kolejowa Lindthal – Altdöbern Süd
Linia kolejowa Lindthal – Altdöbern Süd – jednotorowa, główna zelektryfikowana linia kolejowa biegnąca przez teren kraju związkowego Brandenburgia, w Niemczech, w powiecie Oberspreewald-Lausitz. Ma 17 km długości i łączy linie Halle – Cottbus i Lübbenau – Kamenz.